# Realschule für Knaben (Neumarkt in der Oberpfalz)
Die Realschule für Knaben, oft auch Knabenrealschule genannt, in Neumarkt in der Oberpfalz ist eine der wenigen verbliebenen staatlichen Schulen mit Seedukation, die Mädchenrealschule befindet sich als Pendant nur wenige hundert Meter entfernt.

## Geschichte

### Der Anfang  (1959–1961)
Am 3. April 1959 stellte der Neumarkter Stadtrat den Antrag auf Errichtung einer staatlichen Mittelschule für Knaben beim Kultusministerium, das am 6. August den entsprechenden Beschluss fasste. Es wurde auch ein Schulleiter ernannt, der aber aus persönlichen Gründen wieder absagte. Daraufhin wurde der bisherige Mittelschulkonrektor Rudolf Farker von der Staatlichen Mittelschule für Knaben in Immenstadt/Allgäu nach Neumarkt versetzt und mit dem Aufbau und der Leitung der neu errichteten Schule beauftragt.
Im Schuljahr 1959/60 begann der Unterrichtsbetrieb in den Räumen der Volksschule Bräugasse mit zwei Eingangsklassen, deren 67 Schüler von drei Lehrkräften unterrichtet wurden. Aber wie sollte für die nächsten Jahre der Raumbedarf der jungen, wachsenden Schule gesichert werden? Erste Pläne eines Anbaus an die Volksschule Bräugasse wurden schnell verworfen. Eine echte Lösung dagegen bot das Projekt eines Anbaus an die städtische Mädchenmittelschule, doch lehnte die Regierung der Oberpfalz die fertig ausgearbeiteten Pläne aus bautechnischen Gründen ab.
Am 15. Juni 1961 fasste der Stadtrat den Beschluss, einen Schulneubau oberhalb des Freibads im „Sandloch“ zu errichten. Die Verstaatlichung der 1950 gegründeten städtischen Mädchenmittelschule am 6. September 1961 brachte der Staatlichen Mittelschule für Knaben eine einschneidende Veränderung, nämlich die Angliederung einer Mädchenabteilung.

### Die Zwischenstation: Staatliche Mittelschule für Knaben und Mädchen (1961–1965)
Nach der Verstaatlichung der Mädchenmittelschule wurde zum Schuljahr 1961/62 an der jetzt umbenannten Staatlichen Mittelschule für Knaben und Mädchen Neumarkt i.d.OPf. eine Mädchenabteilung für zwei Eingangsklassen errichtet. Diese Mädchenabteilung befand sich in den Räumlichkeiten der Mädchenmittelschule am Schlossweiher, die dem Direktorat der neuen Schule unterstellt und bis zu ihrem Auslaufen mit dem letzten Prüfungsjahrgang noch drei Jahre weitergeführt wurde. Das Direktorat der Staatlichen Mittelschule für Knaben und Mädchen zog bis zum Neubau aus der Bräugasse in das Haus der Mädchen um.
Mit dem ersten Spatenstich am 2. April 1962 begann der Neubau des Schulhauses, der Rohbau stand im Herbst 1962. Die Raumnot spitzte sich unterdessen zu: Zum Schuljahr 1962/63 waren zwar die sieben Mädchenklassen gut im Schulhaus am Schlossweiher untergebracht und sieben Knabenklassen ebenso an der Volksschule Bräugasse, aber vier Knabenklassen mussten für ein Jahr in die Räume der ehemaligen Handelsschule in der Unteren Kasernengasse ausweichen.
Mit dem Schuljahr 1963/64 begann der Unterrichtsbetrieb im neuen Schulgebäude, dessen Baukosten sich auf 1,5 Mio. DM beliefen. Am 26. Mai 1964 fand die Schuleinweihung statt. Nach der kirchlichen Weihe auf dem Platz vor der Schule und den Gottesdiensten der beiden Konfessionen wurde im Beisein von Kultusminister Theodor Maunz und Regierungspräsident Ernst Emmerig der Festakt im Kolpinghaus begangen.
Doch bereits beim Umzug erwies sich das neue Haus als zu klein. Der Jahresbericht hebt hervor, dass im Herbst 1963 zwei Mädchenklassen im Neubau der Knabenabteilung untergebracht werden mussten. Daraufhin beschloss der Neumarkter Stadtrat den Erweiterungsbau der Mädchenabteilung am Schlossweiher mit neun Unterrichtsräumen und einer Gymnastikhalle.
Zum Schuljahr 1965/66 erfolgte die Umbenennung der bayerischen Mittelschulen in „Realschulen“ und am 1. September 1965 die Teilung der Staatlichen Realschule für Knaben und Mädchen. Seit diesem Zeitpunkt gibt es in Neumarkt zwei Realschulen, die Staatliche Realschule für Mädchen am Schlossweiher und die Staatliche Realschule für Knaben oberhalb des Freibades.

### Die R4: Staatliche Realschule für Knaben (1965–2001)
Von Anfang an war das neue Schulhaus voll ausgelastet: 12 Klassen, 383 Schüler, in den drei Eingangsklassen saßen jeweils 42 Schüler. Das Lehrerkollegium zählte 20 hauptamtliche Lehrkräfte, darunter drei Damen, und zwei nebenamtliche. Am 10. Oktober 1966 wurde die neue Turnhalle ihrer Bestimmung übergeben, während sich die Fertigstellung des Sportstadions noch bis zum Schuljahr 1968/69 in die Länge zog und die Einweihung erst am 17. Mai 1970 stattfand.
Die nächsten Jahre blieben geprägt von Lehrermangel, hohen Schülerzahlen und damit verbundenen Klassenstärken sowie Raumproblemen, denn bereits nach zwei Jahren gab es mehr als die vorgesehenen 12 Klassen. Immer mehr Fachräume mussten im Laufe der Zeit zu Klassenzimmern umgewandelt werden. Im Schuljahr 1972/73 zählte eine 7. Klasse heute völlig unglaubliche 53 (!) Schüler. Wanderklassen ohne eigenes Klassenzimmer mussten gebildet werden.
Mit Wirkung vom 1. Februar 1976 ging Realschuldirektor Rudolf Farker in den Ruhestand, seine Nachfolge als „Realschulrektor“ trat Andreas Schneider an.
Zu dieser Zeit befürworteten maßgebliche Politiker den Bau eines groß angelegten Schulzentrums, unter dessen Dach Mädchen- und Knabenrealschule wieder vereinigt werden sollten. Bis zu einer ernsthaften Planung gediehen diese Vorstellungen allerdings nicht. Stattdessen setzte sich der Vorschlag eines Erweiterungsbaues der Knabenrealschule durch.
Am 16. Oktober 1978 erfolgte die Genehmigung durch die Regierung, und am 12. März 1979 wurde mit dem Erweiterungsbau begonnen. Bereits am 27. Juli 1979 feierte man Richtfest. Laut Zeitplan sollten die neuen Räume im Dezember fertig sein. Die Fertigstellung zögerte sich allerdings hinaus, sodass zu Beginn des Schuljahres 1979/80 die Raumnot ihren Höhepunkt erreichte: 18 Klassen mit 574 Schülern belegten ein Haus, das für 12 Klassen ausgelegt war. Mit 24 hauptamtlichen Lehrkräften war auch die Lehrerversorgung alles andere als üppig. Zu Beginn des Schuljahres 1980/81 waren die neuen Räume wenigstens insoweit fertig, dass darin Unterricht für die nunmehr 19 Klassen erteilt werden konnte. Die endgültige Fertigstellung und die Umbauarbeiten zogen sich noch zwei volle Schuljahre hin bis in den Sommer 1982. Am 16. Juli 1982 schließlich – dreieinhalb Jahre nach Baubeginn – fand die Einweihung dieser zweiten Baumaßnahme statt.
Mit dem Ablauf des Schuljahres 1986/87 trat Realschulrektor Andres Schneider in Ruhestand, zum neuen Schulleiter wurde der bisherige Realschulkonrektor Roland Marx bestimmt. Bald schon sollte sich eine unumgängliche dritte Baumaßnahme anschließen, da sich die Flachdächer von 1963 als irreparabel undicht erwiesen. Folglich wurde 1991 mit „Umbau, Aufstockung und Dachsanierung“ begonnen. Eine eigene Schulküche sollte die Arbeitsbedingungen im Fach Hauswirtschaft verbessern, da die Kollegin bisher zum praktischen Unterricht (Kochen) an die benachbarte Mädchenrealschule ausweichen musste. Außerdem war ein neuer Musik- und Mehrzwecksaal geplant. Im Lehrerzimmer wurde eine Zwischenwand entfernt, um allen Kollegen einen angemessenen Platz zu sichern, und ein neuer Arbeits- und Silentiumraum wurde errichtet. Doch wieder kam es zu Verzögerungen, sodass die Einweihung erst am 19. Juli 1993 stattfinden konnte. Am 30. April 1994 war die interessierte Öffentlichkeit zu einem Tag der offenen Tür eingeladen.
Nach langer, schwerer Krankheit verstarb Realschulrektor Roland Marx am 23. November 1993, Realschulkonrektor Eduard Hanauer übernahm die kommissarische Leitung der Schule, bis zu Beginn des Schuljahres 1994/95 mit Realschulrektor Arnold Graf ein neuer Schulleiter seinen Dienst antrat.
Nach Abschluss des erfolgreichen Schulversuchs zur R6 wurde die flächendeckende Einführung der sechsstufigen Realschule ab dem Schuljahr 2000/01 beschlossen. Die Pläne zur Einführung der R6, also der sechsstufigen Realschule mit Beginn ab der 5. Jahrgangsstufe, hatten in der Schullandschaft und der Öffentlichkeit heftige Kontroversen ausgelöst, ein Volksbegehren vom Winter 2000/01 gegen diese Schulreform war gescheitert.
Die an den meisten Realschulen erst noch zu schaffenden räumlichen Voraussetzungen waren der Grund dafür, dass die R6 nicht überall zum gleichen Zeitpunkt eingeführt werden konnte. An der Staatlichen Realschule für Knaben Neumarkt startete die R6 im Schuljahr 2001/02, nach Abschluss der erforderlichen vierten Baumaßnahme.

### Die R6: Staatliche Realschule für Knaben (ab 2001)
Im Gegensatz zu den vorausgegangenen Baumaßnahmen lief diesmal der Anbau und Umbau der Knabenrealschule zügigst und reibungslos, wenn auch mit erheblichen Behinderungen des Unterrichtsbetriebs gegen Ende des Schuljahrs 2000/2001. Um die Fertigstellung bis zum Schulbeginn im Herbst 2001 zu garantieren, musste ab April 2001 gebaut werden, und das zunehmend auch am Vormittag. Der Unterricht fand sozusagen auf einer Baustelle statt, gelegentlich war gegen den Baulärm kaum bis gar nicht anzukommen. Aber tatsächlich waren die Arbeiten weitestgehend bis nach den Sommerferien erledigt.
Mit einem Kostenaufwand von 7,2 Mio. DM brutto wurden 6 Klassenräume und 5 Fachräume neu gebaut, eine völlig neue Pausenhalle errichtet und das Foyer umgestaltet; der Altbau wurde komplett renoviert und ein behindertengerechter Aufzug installiert. Die neue Kapazität mit 22 Klassenräumen und 17 Fachräumen war bei Vollauslastung für 700 Schüler ausgelegt.
Der Festakt zur Einweihung des Erweiterungsbaus fand am 22. Februar 2002 statt, und zu einem Tag der offenen Schule am 2. März 2002 war die Bevölkerung eingeladen, das völlig neu gestaltete Schulhaus in Augenschein zu nehmen.
Die Einführung der R6 bedeutete nicht das sofortige Aus der R4. Es musste schließlich gewährleistet werden, dass die Hauptschüler der aktuellen 5. und 6. Jahrgangsstufe die Chance zum Übertritt an die Realschule nützen können. Deshalb lief für die Schuljahre 2001/02 und 2002/03 die Anmeldung sowohl für die neuen 5. Klassen (R6) als auch für die 7. Jahrgangsstufe (R4). Damit verbunden war in diesen beiden Schuljahren jeweils auch ein zweifacher Probeunterricht zur Aufnahme in die 5. bzw. 7. Jahrgangsstufe. Die alte R4 sollte mit dem Prüfungsjahrgang 2005/06 an der Knabenrealschule auslaufen.
Mit dem Ablauf des Schuljahres 2001/02 trat Realschulrektor Arnold Graf in den Ruhestand, seit Beginn des Schuljahres 2002/03 leitet Realschulrektor Helmut Lahner die Knabenrealschule.
Die alte Einfachturnhalle hatte sich längst als zu klein erwiesen. Sie wurde abgebrochen und durch eine neue Doppelturnhalle mit modernen Umkleide-, Sanitär- und Geräteräumen ersetzt. Am 8. Oktober 2003 fand der Festakt zur neuen Turnhalle statt, die von der Mädchenrealschule mitbenutzt wird.
Im Laufe des Schuljahres 2003/04 verfasste eine Arbeitsgruppe aus Lehrkräften, Eltern und Schülern unser Leitbild „Team KRS“.
Am 30. April 2005 erlebte die Knabenrealschule beim Tag der offenen Schule einen Besucheransturm. Gerade zahlreiche ehemalige Schüler wollten sich ein Bild von den Veränderungen ihrer „alten“ Schule machen.
Um die Schulqualität zu überprüfen, fand im Schuljahr 2005/06 eine Selbstevaluation mit Fremdbegleitung statt. Sie brachte für die Knabenrealschule erfreuliche Ergebnisse. Zur Sicherung der Schulqualität wurden für die nahe Zukunft Schwerpunkte gesetzt und in den Zielvereinbarungen festgeschrieben.
In das Schuljahr 2005/06 fiel auch die Errichtung eines Beach-Volleyball-Platzes, womit ein großes Anliegen der Schüler erfüllt wurde. Als Eigeneinsatz konnte die Schule fast 7000 Euro aus T-Shirt-Aktion, Kuchenverkauf, Elternspenden sowie Einnahmen vom Tag der offenen Schule beisteuern. Die Außenanlagen des Sportplatzes wurden mit einer Basketball-Anlage abgerundet.
Zur Förderung der besonders guten Sportler unter den Schülern führte die Knabenrealschule im Schuljahr 2006/07 in der 5. Jahrgangsstufe eine Sportneigungsklasse ein, im Schuljahr 2007/08 auch in der 6. Jahrgangsstufe.
Die weiter kontinuierlich steigenden Schülerzahlen führten zu einem erneuten Platzproblem. Daher beschloss der Neumarkter Kreistag am 8. Oktober 2008 den Anbau von sechs Klassenzimmern mit einem Kostenaufwand von ca. 1,4 Millionen Euro. Am 15. Juni 2009 konnte das neue Gebäude bezogen werden. Besonders hervorzuheben sind der verglaste Bereich im Erdgeschoss und das neue Lüftungssystem. Durch Computersteuerung wird eine optimale Sauerstoffkonzentration in den jeweiligen Klassenräumen erreicht und damit ein entscheidender Schritt zur Verbesserung des Raumklimas getan.

## Persönlichkeiten der Knabenrealschule in Neumarkt i.d.OPf.
(Quelle: )

### Schulleiter und Schulleiterinnen
| 1959–1976        | Rudolf Farker        |
| 1976–1987        | Andreas Schneider    |
| 1987–1993        | Roland Marx          |
| 1994–2002        | Arnold Graf          |
| 2002–2013        | Helmut Lahner        |
| 2013 – Feb. 2018 | Hermann Zienecker    |
| ab Feb. 2018     | Sabine Söllner-Gsell |

### Konrektoren und Konrektorinnen
| 1960–1965 | Hans Braun        |
| 1965–1970 | Christian Seidel  |
| 1970–1973 | Edgar Friederich  |
| 1973–1976 | Andreas Schneider |
| 1976–1987 | Roland Marx       |
| 1987–1991 | Adolf Steidl      |
| 1991–2000 | Eduard Hanauer    |
| 2000–2005 | Christoph Schmidt |
| 2005–2013 | Hermann Zienecker |
| 2013–2018 | Jürgen Schmauß    |
| ab 2018   | Andrea Pfister    |

### Zweite Konrektoren und Konrektorinnen
| 1974–1976 | Roland Marx       |
| 1981–1982 | Peter Kreitmaier  |
| 2003–2005 | Hermann Zienecker |
| 2005–2010 | Günter Lenyk      |
| 2011–2019 | Ingo Scharrer     |
| 2019–2021 | Christoph Leikam  |
| ab 2021   | Jörg Schmid       |